# Hausurnenkultur

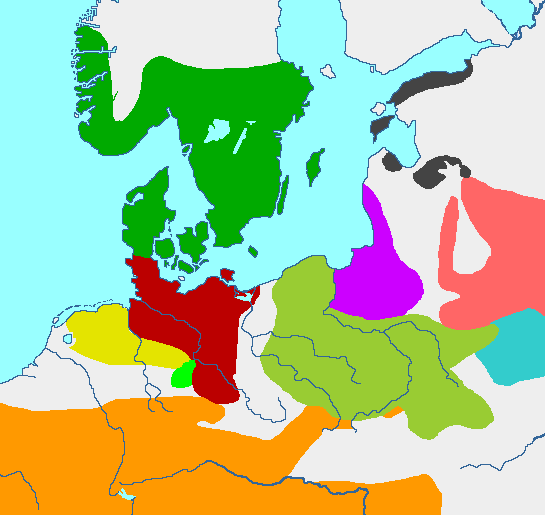
Frühe Eisenzeit:
Nordische Gruppe
Jastorfkultur
Harpstedt-Nienburger Gruppe
keltische Gruppen
pommerellische Gesichtsurnenkultur
Hausurnenkultur
ostbaltische Waldzonenkulturen
westbaltische Hügelgräberkulturen
Milogrady-Kultur
estnische Gruppe

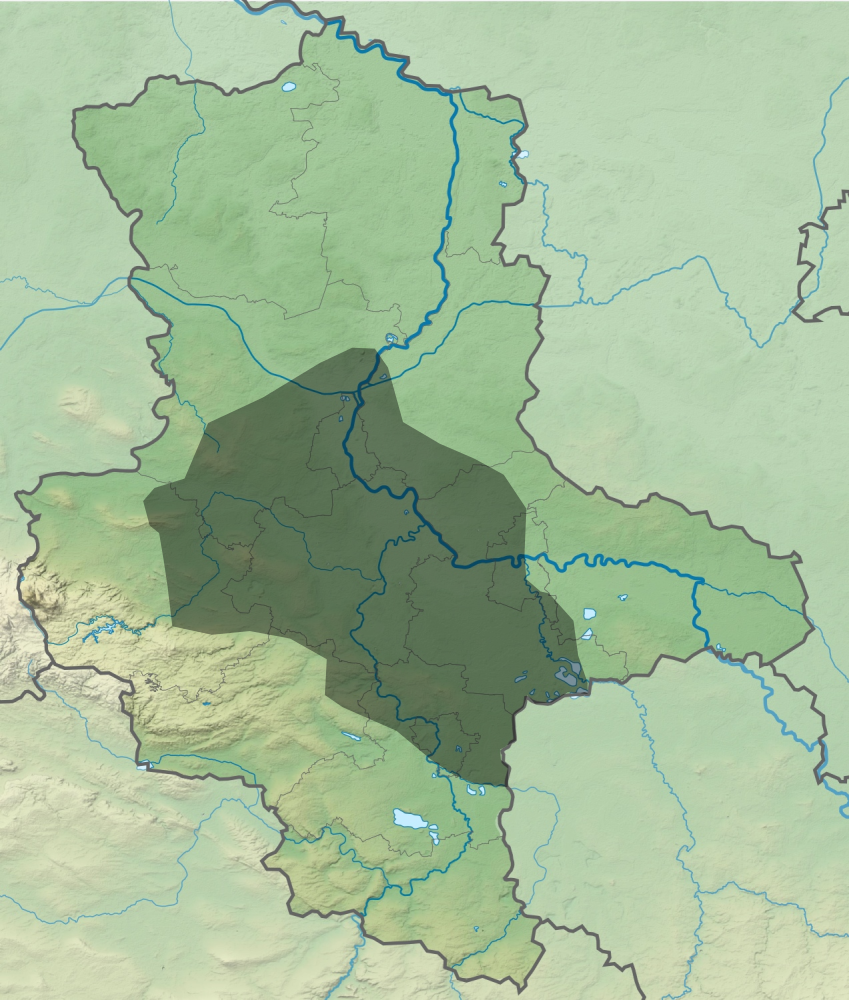
Verbreitungsgebiet der Hausurnenkultur in Sachsen-Anhalt

Die Hausurnenkultur bestand in der frühen Eisenzeit im 7. Jahrhundert vor Chr. im westlichen Randgebiet der Lausitzer Kultur zwischen Harz und Saalemündung. Die Urnen in Form tönerner Hausmodelle wurden teilweise in Steinkisten beigesetzt, die zu der Zeit als Fremdkörper in schon lange benutzten Urnenfeldern gebaut wurden.

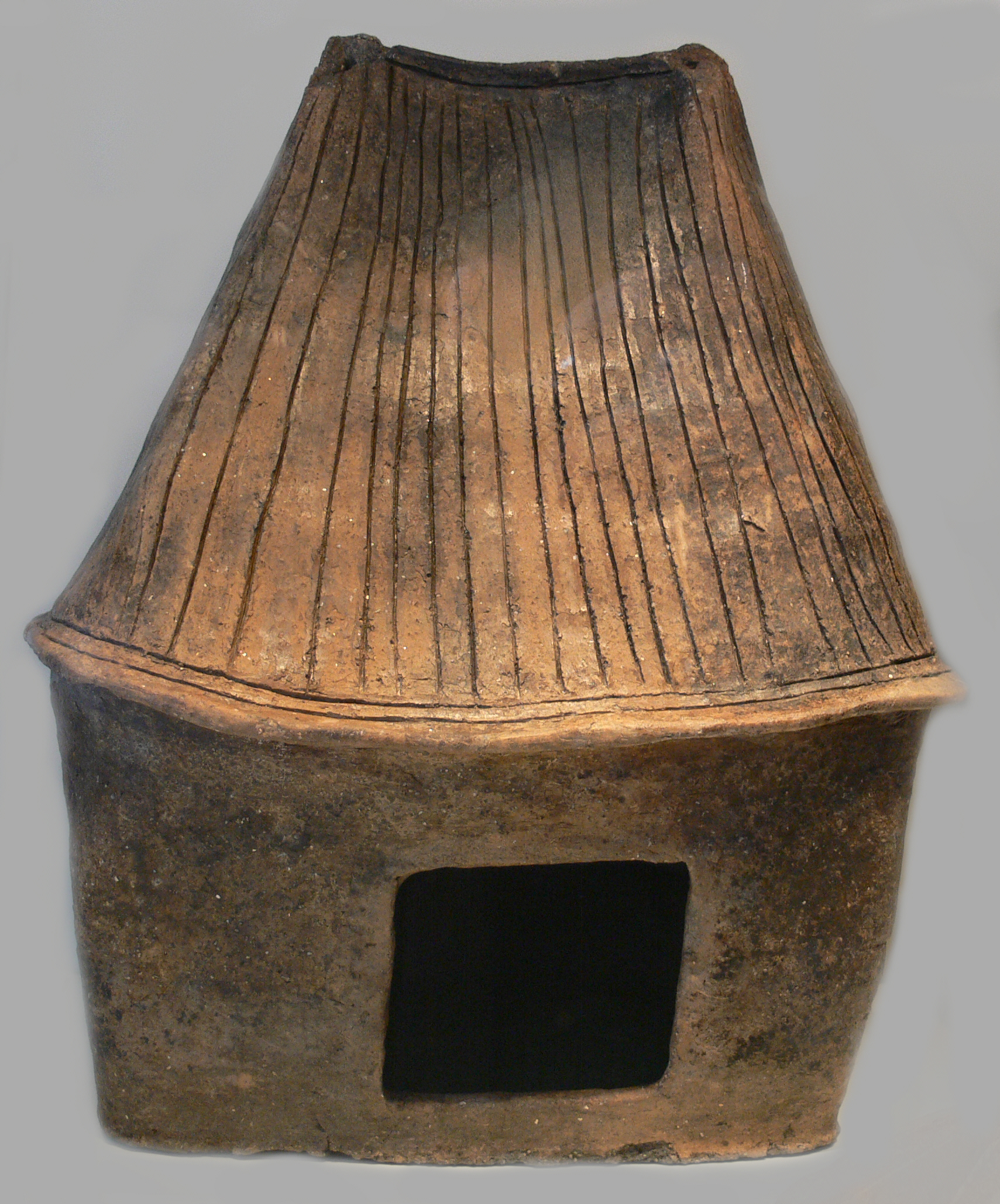
Hausurne aus dem 7. Jh. vor Chr., gefunden in Sachsen-Anhalt

Ein Gräberfeld der Hausurnenkultur liegt bei Beierstedt im Landkreis Helmstedt ein anderes in Coswig (Anhalt).
Als eindeutig wird ein Bezug zu den Steinkisten der gleichzeitigen Pommerellischen Gesichtsurnenkultur angesehen. Weniger klar ist der Bezug zu Hüttenurnen und Steinkisten der italienischen Villanova-Kultur, die ihren Höhepunkt anderthalb Jahrhunderte früher hatte und Vorstufe der etruskischen Kultur war.